# Romarta
Romarta a fost un lanț de magazine din România.
Krikor Zambaccian a inventat conceptul de consignație de artă după cel de-al doilea Război Mondial, deschizând primul magazin de acest tip pe Calea Victoriei din București, denumit Romarta (Arta Româneasca).
Romarta a realizat în anul 2006 o cifră de afaceri de aproape 12 milioane euro și un profit de 7,3 milioane euro.
În noiembrie 2007, fondul american de investiții Broadhurst, proprietarul companiei, a scos la vânzare magazinele Romarta, portofoliu imobiliar evaluat între 200-250 milioane euro.